# Impaktní kráter

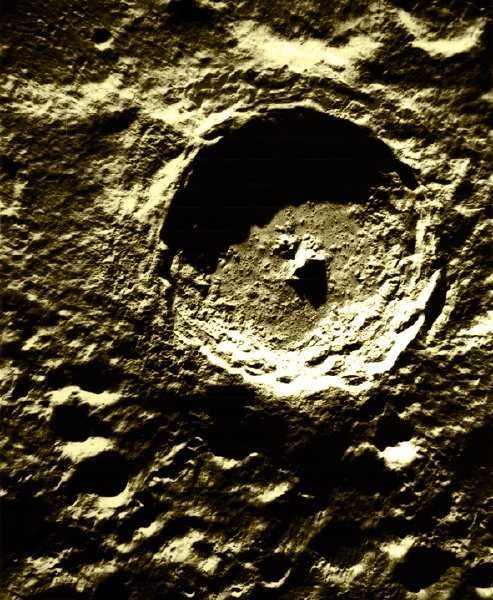
Impaktní kráter Tycho na Měsíci s výrazným středovým kopcem

Impaktní kráter je prohlubeň (většinou kruhového tvaru) na povrchu těles v planetární soustavě (planet, měsíců a planetek). Impaktní krátery vznikají nárazem jiného tělesa a mají průměr od několika mikronů až do tisícovek kilometrů. Dno typického impaktního kráteru leží níže než jeho okolí. Jeho vyvýšený okraj se prudce svažuje do středu kráteru a pozvolna vnějším směrem. Velikost kráteru záleží především na velikosti dopadajícího tělesa (projektilu), na jeho rychlosti při dopadu a jeho složení. Velikost kráteru je také významně ovlivňována vlastnostmi cílového tělesa.
Ve sluneční soustavě vznikly impaktní krátery na všech tělesech s pevným povrchem. Na některých velkých tělesech však byly později zahlazeny geologickou činností, tou se rozumí, tavení, pohyb kontinentů (to platí jen pro Zemi), vulkanizmus (např. měsíce ovlivněné slapovými silami velkých planet). Například na Zemi se jich dochovalo přibližně 188 a další stále přibývají, výzkum v tomto oboru se odvíjí od požadavků těžebních firem, které dopadové struktury vyhledávají pro těžbu vzácných surovin. Na menších tělesech se uvedené geologické síly neprojevují. Přinejmenším některé z impaktních kráterů mohou souviset s hromadnými vymíráními v dějinách života na Zemi.
V některých případech může vznikat zvláštní typ kráteru tzv. pedestal crater (komplexní kráter, záleží na typu a hustotě horniny nárazového materiálu a hustotě daného impaktoru, úhlu a rychlosti dopadu), kdy zůstane kráter spolu s vyvrženým materiálem vlivem eroze vyvýšen nad okolí.

## Vznik impaktního kráteru
Impaktní krátery vznikají při srážce dvou pevných těles v planetární soustavě. Nejvíce impaktních kráterů na povrchu planet a měsíců ve sluneční soustavě pochází z období jejího dotváření v době asi před 4,5 – 4 miliardami let. V této době probíhalo intenzivní tzv. pozdní kosmické bombardování.
Samotný impaktní proces, při kterém impaktní kráter vzniká, se dá rozdělit do tří fází:

### Dotyk a stlačení

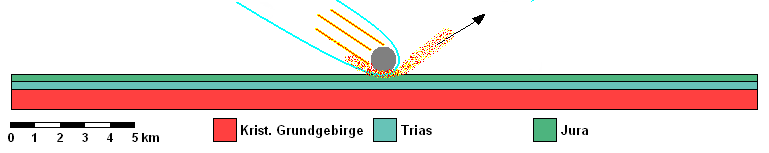

Je nejkratší ze všech fází a začíná při něm předávání kinetické energie a hybnosti do podloží zasaženého tělesa. Od místa dotyku se šíří rázová vlna – dopadajícím tělesem i podložím cíle dopadu. Obě tělesa jsou stlačována (až na tlak několik terapascalů), prudce se ohřívají a dopadající těleso brzdí a dochází k odpařování hornin. Materiál cíle i dopadajícího tělesa se vlivem zahřátí roztaví a částečně vypaří ve formě těžkých plynů. Během této fáze dojde k přenosu kinetické energie a hybnosti do podloží cíle v místě dopadu a těleso se z 95 % vypaří.

### Vyhloubení kráteru

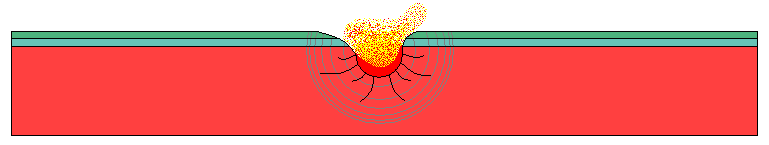

Rozžhavený materiál je na místě odpařen a dostává se zpět do atmosféry ve formě těžkých plynů, které postupně dopadají na zem. Podle velikosti dopadajícího tělesa může tato fáze trvat jen několik sekund až minut – čím větší je dopadající těleso, tím větší množství materiálu bylo roztaveno. Velikost kráteru je 20krát až 30krát větší než byla velikost tělesa před dopadem .

### Závěrečné dotváření vyhloubeného prostoru

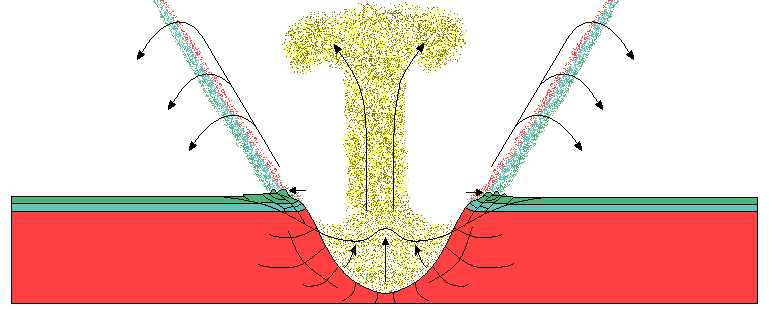

Po dopadu výtrysků materiálů z první fáze a po zastavení taveniny se materiál začne vlastní tíhou vracet zpět do vyhloubeného prostoru . Stlačené podloží cíle v místě dopadu pod dnem kráteru vypruží vzhůru. U kráterů malých velikostí dojde jen k sesutí materiálů se stěn kráteru. U velkých kráterů kromě toho stlačené podloží vypruží zpět a dojde k vytvoření středového kopce. Usazením vyvrženého materiálu, vytvořením okraje a případně středového kopce je celý proces ukončen. V některých případech může u největších kráterů a pánví trhlinami v rozpraskaném podloží docházet k pronikání magmatu ze žhavého nitra cíle do dna kráteru a zalít jeho dno. U největších impaktů na Měsíci tak došlo k vytvoření měsíčních moří (mare).

## Impaktní krátery na Zemi
- Vredefort, JAR
- Sudbury, Kanada
- Chicxulubský kráter, Mexiko[4][5]
- Popigajský kráter, Rusko
- kráter Ries, Bavorsko, Německo
- Meteor Crater, Arizona, USA
- Chesapeakská zátoka, USA
- Manicouagan, Québec, Kanada
- Gosses Bluff, Severní teritorium, Austrálie
- Wolfe Creek, Západní Austrálie
- Rochechouart, Francie
- Krátery v Kaali, Estonsko
- Lonar, Indie
- Kebira, Libye, Egypt
- Hiawatha, Grónsko (nejmladší známý velký kráter na Zemi)[6]
- Boltyš, Ukrajina[7]